# تروهیتو ناکاگاوا
تروهیتو ناکاگاوا (انگلیسی: Teruhito Nakagawa؛ زادهٔ ۲۷ ژوئیهٔ ۱۹۹۲) بازیکن فوتبال اهل ژاپن است.
از باشگاه‌هایی که در آن بازی کرده‌است می‌توان به باشگاه فوتبال یوکوهاما مارینوس اشاره کرد.